# Geotrigona chiriquiensis
Geotrigona chiriquiensis är en biart som först beskrevs av Schwarz 1951.  Geotrigona chiriquiensis ingår i släktet Geotrigona och familjen långtungebin. Inga underarter finns listade i Catalogue of Life.